# Церква Покрови Пресвятої Богородиці (Кровинка)
Церква Покрови Пресвятої Богородиці в Кровинці — парафія і храм православної громади Теребовлянського деканату Тернопільсько-Бучацької єпархії Православної церкви України в селі Кровинка Теребовлянської громади Тернопільського району Тернопільської области.

## Історія церкви
Мурована церква Покрови Пресвятої Богородиці була побудована в 1921 році замість попередньої дерев'яної церкви, збудованої до [1832] року, яка згоріла в 1908 році.
До [1918] року вона була філіальною церквою Теребовлі, а потім у [1924] році вона набула статусу парафії, але все ще її обслуговували теребовлянські священники.
Кількість вірян: 1832 — 800, 1844 — 514, 1854 — 530, 1864 — 503, 1874 — 512, 1884 — 549, 1894 — 654, 1904 — 730, 1914 — 835, 1924 — [746] окремо, 1936 — [854] окремо.

## Парохи
- о. Григорій Ганкевич (-1831+)
- о. Микола Ганкевич (1831—1832)
- о. Семен Соллогубович (1832—1849+)
- о. Іван Лопатинський (1849, адміністратор)
- о. Йосиф Федорович (1849—1851, адміністратор)
- о. Іван Білинський (1851—1852, адміністратор)
- о. Матей Корній (1852—1877+)
- о. Юстин Дворянин (1877—1879, адміністратор)
- о. Іван Залуцький (1879—1909+)
- о. Стефан Мохнацький (1909—1910, адміністратор)
- невідомий (1910—[1944])

Помічники пароха
- о. Григорій Прокопович (1838—1840+)
- о. Іван Хомицький	(1842—1843)
- о. Софрон Зінкевич (1844—1843)
- о. Іван Величанський (1846—1847)
- о. Михайло Куницький (1847—1848)
- о. Михайло Довголуцький (1830—1858)
- о. Василь Перскоровський (1858—1861)
- о. Ізидор Темницький (1862—1863)
- о. Юліан Стеткевич (1863—1865)
- о. Антін Санковський (1865—1867)
- о. Ізидор Ганкевич (1867—1869)
- о. Павло Свистун (1869—1872)
- о. Омелян Застирець (1872—1874)
- о. Іван Любович (1874—1877)
- о. Андрій Тимус (1877—1882)
- о. Леонтій Коперницький (1882—1884)
- о. Семен Савула (1884—1904)
- о. Зіновій Маркевич (1904—1908)
- о. Стефан Мохнацький (1908—1909)
- о. Іван Пюрик (1909—1912)
- о. Євген Цегельський (1912—1923)
- о. Станіслав Веселовський (1923—1938)
- о. Володимир Золкевич (1938—1939)
- о. Іван Гаврилюк (1939—1944)